# Tazekka Nationalpark
Tazekka Nationalpark er en nationalpark i Marokko. Den blev oprettet i 1950, oprindeligt med et område på 6,8   km², for at beskytte de naturlige ressourcer omkring Jbel Tazekka (højde 1.980 m), især lunde af cedertræer (Atlasceder), som er isoleret på denne top i Mellematlas.
I 1989 blev parken udvidet til at omfatte næsten 120 km² med vigtige områder, bl.a. med skove af korkeg og steneg samt kløfter, huler, og landskaber.

## Adgang
Tazekka National Park er beliggende i Mellematlas nær byen Taza.

## Klima
Atmosfærisk fugt kondenserer, og danner stigningsregn. Som et resultat aaf de opstigende lufmasser ses ofte en capsky og der falder årligt cirka 180   cm nedbør, især i form af sne.

## Fauna
Pattedyr er repræsenteret ved nordafrikansk vildsvin (Sus scrofa algira), hulepindsvin (Hystrix cristata), oddere (Lutra lutra), almindelig genette (Genetta Genetta), harer (Lepus capensis), algeriske ulve (Canis Anthus algirensis) og rød ræv (Vulpes vulpes ).
Afrikanske leoparder (Panthera pardus panthera), stribede hyæner (Hyaena hyaena) og ørkenlos (Caracal caracal), som tidligere har været gang i området. Berberhjorten (Cervus elaphus barbarus) har også været væk, men er vendt tilbage.